# 凱貝利克湖
53°25′2.31″N 12°56′33.29″E / 53.4173083°N 12.9425806°E

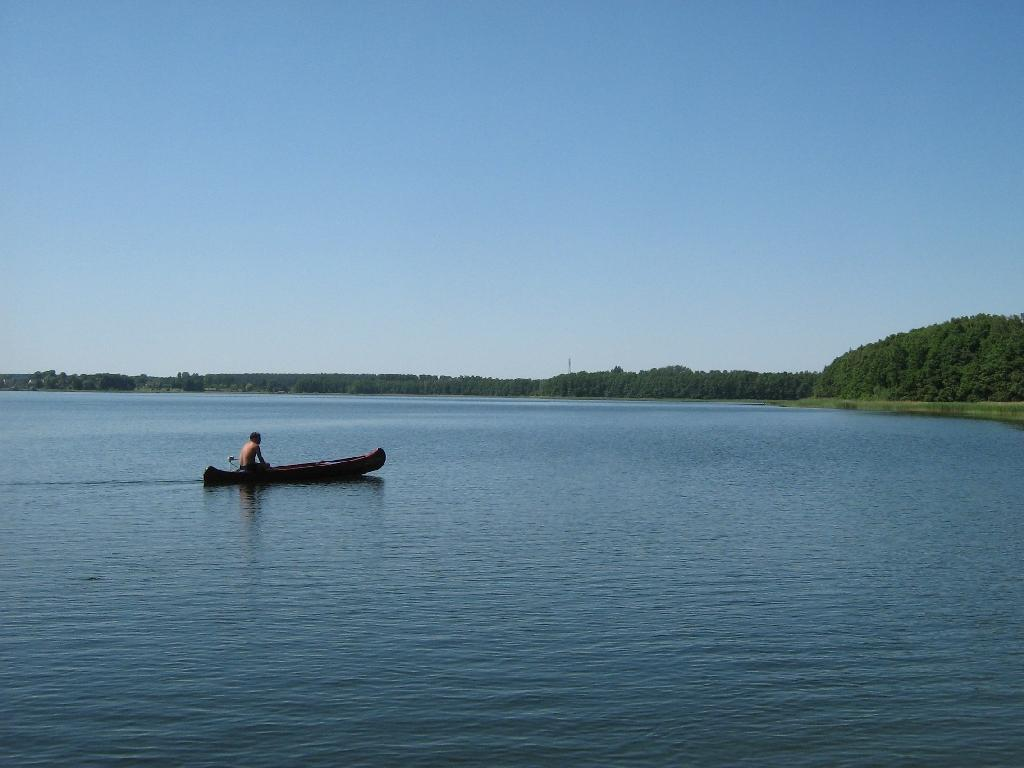

凱貝利克湖（德語：Käbelicksee），是德國的湖泊，位於該國東北部，由梅克倫堡-前波美拉尼亞州負責管轄，處於梅克倫堡湖區縣，長2.5公里、寬1.5公里，面積2.6平方公里，海拔高度62米，平均水深3.4米，最大水深12.6米，水體容量890萬立方米。